# غاري غروث
غاري غروث (بالإنجليزية: Gary Groth)‏ هو صحفي أمريكي، ولد في 1954 في الولايات المتحدة.